# Šamar
«Šamar» — студийный альбом группы Hladno pivo, издан в 2003 году лейблом Dancing Bear.

## Об альбоме
В 2002 году группа записала рекламный компакт-диск с песней «Šamar» в связи с кампанией «16 дней активных действий против насилия в отношении женщин». На эту песню был снят клип, который впервые был показан на конференции, состоявшейся по случаю кампании.
Некоторые треки альбома имеют социальное содержание: «Ljetni hit» повествует о проблеме гомосексуализма, «Frizerska pjesma» рассказывает об участнике скинхед-движения.
Диск также включает в себя два музыкальных видео, в том числе и клип по случаю Чемпионат мира по футболу в Японии длительностью 2:54 минуты.
Создание альбома заняло семь месяцев. Среди полученных наград — 4 Porin, 4 Zlatne Koogle и один Davorinom. Также, за защиту прав человека в СМИ, альбом был отмечен хорватским отделением МХФ; по словам бывшего члена Исполнительного комитета организации:
Hladno pivo своим последним альбомом привлекло внимание общественности к правам человека, особенно к насилию в семье, хотя и не только к нему, больше, чем большинство журналистов или учителей.
В голосовании за лучший альбом первого десятилетия 21-го века в Хорватии Šamar получил 11 голосов.

## Список композиций
1. «Šamar» — 4:42
2. «Teško je ful biti kul» — 3:34
3. «Ljetni hit» — 3:49
4. «Samo za taj osjećaj» — 4:16
5. «Zimmer frei» — 3:31
6. «Mlohava ćuna» — 3:30
7. «Soundtrack za život» — 4:21
8. «Štrajk» — 0:04
9. «Cirkus» — 2:44
10. «Čekaonica» — 2:43
11. «Frizerska pjesma» — 2:38
12. «Dobri prijatelji» — 3:53
13. «Jednim osmjehom» — 3:40
14. «Par pitanja» — 3:56